# Fernando Carvalho Rodrigues
Fernando Carvalho Rodrigues pr. (Casal de Grey, 1947. január 28. –)  portugál villamosmérnök, fizikus, professzor, az első portugál műhold, a PoSAT–1 koordinátora.

## Életpálya
1964-1969 között a Lisszaboni Egyetemen tanult, majd fizikából (optika- és optikai elektronika) diplomázott. Az University of Liverpool keretében (Ph.D.) doktorált. 1984-től a Laboratório Nacional de Engenharia e Tecnologia Industrial koordinátora. 1985-től az Instituto Superior Técnico egyetem Fizikai Tanszékének tanára. 1995-től az Universidade Independente Műszaki Karának vezetője. Az első portugál műhold atyjaként több Intézménnyel és egyetemmel kötött együttműködési megállapodást.

## Szakmai sikerek
- Pfizer Award kitüntetés tulajdonosa,
- 1995-ben az Ordem Militar de Sant'Iago da Espada lánc tulajdonosa,
- 1995-ben a Honoris causa elismerésben részesült,
- több Tudományos Akadémia tagja,

## Írásai
Több műve jelent meg Portugáliában és Amerikában